# QMobile (компания)
QMobile (урду کیو موبائل‎) — крупнейший пакистанский бренд мобильной электроники. Компания была основана в 2009 году в городе Карачи. Она не является производителем электроники: вся продукция под её брендом заказывается в Китае по ODM-контракту. Одним из наиболее крупных производителей для QMobile является Tinno.

## История
Компания QMobile была создана в 2009 году. Будучи первым локальным брендом мобильных телефонов, который вышел на растущий рынок, она проникла довольно глубоко. QMobile широко известны своими смартфонами, кнопочными телефонами и планшетами низкой и средней ценовых категорий. К 2013 году компания QMobile имела более чем 50 % доли рынка Пакистана мобильных телефонов всех типов как в штучном, так и в денежном выражении. Кроме того, она обеспечила пакистанский рынок смартфонов своей продукцией более чем на 65 %. В 2014 году QMobile продавала больше миллиона устройств в месяц.
С 2013 года амбассадорами бренда становились пакистанские и индийские знаменитости, такие как Махира Хан, Карина Капур, Фахад Мустафа, Шаан Шахид, Али Зафар. Звёзды часто снимались в рекламе смартфонов. В 2016 году компания была спонсором ежегодного конкурса Hum Style Award.

## Продукция

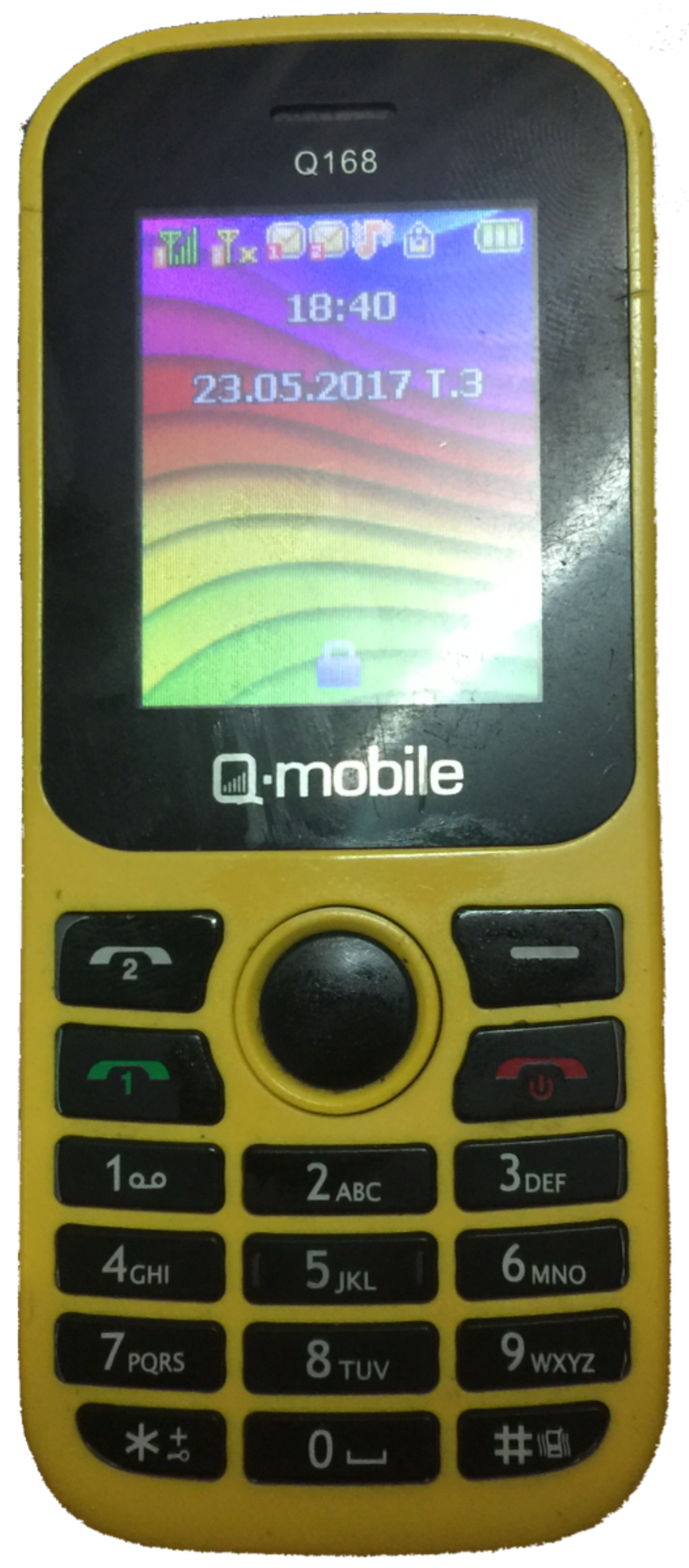
QMobile Q168

Все выпускаемые устройства относятся к нижнему или среднему сегменту.
Получили популярность кнопочные телефоны серии Е, выпущенной в 2012 году{{подст:аи}}. Смартфон QMobile E950 пользовался большим спросом{{подст:аи}}.
В августе 2012 года запущена серия Android-смартфонов Noir, первым устройством которой стал бюджетный смартфон QMobile Noir A2. Серия Noir развивалась до 2018 года. Впоследствии новые андроиды QMobile стали выходить под собственными названиями.
В марте 2015 года выпущен единственный смартфон бренда на Windows Phone 8 — QMobile Noir W1. Он был оснащён процессором Snapdragon 200, 4-дюймовым экраном и 5-мегапиксельной камерой, то есть был похож на ряд других Win-фонов от локальных брендов, выпущенных примерно в то же время.
C 2014 года выпускаются планшеты на Android, объединённые серией QTab. Первым стало устройство QMobile QTab X50, оснащённое восьмидюймовым экраном 1024х768 и 4-ядерным процессором MediaTek.